# Tra la nostalgia dell'estate e il gelo dell'inverno
Tra la nostalgia dell'estate e il gelo dell'inverno (Mellan sommarens längtan och vinterns köld) è un romanzo di Leif G. W. Persson pubblicato nel 2002.
Appartenente al filone del noir scandinavo, il romanzo alterna il classico poliziesco alla spy story e al romanzo di denuncia.
Insieme ai successivi Un altro tempo, un'altra vita (2003) e In caduta libera come in un sogno (2007), compone la trilogia chiamata La caduta dello Stato Sociale.

## Trama
Il 22 novembre 1985, il giornalista statunitense John Krassner muore cadendo dalla finestra del quindicesimo piano di un residence studentesco di Stoccolma e il caso viene archiviato come suicidio. Il vicecapo della polizia criminale nazionale (RKP) Lars Martin Johansson, non è convinto però della versione ufficiale e, quando ritrova un pezzo di carta con il proprio indirizzo privato (teoricamente segreto) nel tacco della scarpa di Krassner, inizia un'indagine solitaria.
La trama parallela del romanzo riguarda contemporaneamente le vicende dei servizi di sicurezza svedesi (Rikspolisstyrelsens säkerhetsavdelning, RPS/Säk), il cui responsabile operativo Erik Berg, coadiuvato dal suo assistente Claes Waltin, viene incaricato dal governo di indagare sulla presenza di estremisti di destra all'interno delle forze di polizia.
Johansson scopre che Krassner era in Svezia per scrivere un libro sul primo ministro svedese (che nel romanzo non viene mai indicato per nome, ma che è pacificamente ispirato a Olof Palme), che nel secondo dopoguerra e fino al 1955 aveva lavorato per la CIA statunitense (reclutato dal colonnello John Buchanan, zio di Krassner) e che viene accusato dallo stesso Krassner di essere poi passato ai servizi segreti russi. La relazione tra le due trame consiste nel fatto che Krassner, a causa di queste sue ricerche, era tenuto sotto osservazione proprio dai servizi di sicurezza.
Sullo sfondo di una ricostruzione storica della situazione politica e militare svedese tra il 1940 e il 1990, Johansson arriva a capire che il giornalista americano è stato ucciso e perché, senza però scoprire materialmente il colpevole. Il libro termina infine con l'uccisione del primo ministro a Stoccolma il 28 febbraio 1986. Il lettore, invece, a differenza di Johansson scopre che entrambi gli omicidi sono opera di Kjell Göran Hedberg ("consulente esterno" di Waltin), entrambi avvenuti quasi fortuitamente: Krassner è stato infatti ucciso perché aveva sorpreso Hedberg che gli perquisiva la stanza, mentre il primo ministro viene ucciso quando Hedberg (tramite Waltin) scopre che il premier sarebbe andato al cinema senza guardie del corpo.

## Storicità
Il romanzo presenta diversi personaggi che, anche se in alcuni casi in modo caricaturale, sono riconoscibili come ritratti di persone realmente esistite:
- primo ministro: Olof Palme (1927-1986), ucciso effettivamente la notte tra il 28 febbraio e il 1º marzo 1986
- commissario di Stoccolma: Hans Holmér (1930-2002)
- poliziotti Bülling e Kudo: Jan Henrik Barrling e Walter Kegö
- giornalista Wendell: Per Wendel (1947-2005)
- diplomatico omosessuale: Sverker Åström (1915-2012)
- matematico Forselius: Arne Beurling (1905-1986)
- ispettore capo Koskinen: Tommy Lindström (1945-)

Diversi elementi della storia, inoltre, si riferiscono a tracce effettivamente seguite nel corso dell'indagine sull'omicidio Palme: la CIA, la RPS/Säk, i poliziotti con simpatie naziste del distretto di Norrmalm, gli estremisti di destra svedesi.
L'assassino di Palme, che nel romanzo è il fittizio collaboratore dei servizi di sicurezza Kjell Göran Hedberg, non è nella realtà mai stato scoperto.

## Opere derivate
Dal romanzo, insieme al successivo In caduta libera come in un sogno, è stata tratta nel 2013 una miniserie TV svedese, En pilgrims död, con la regia di Kristoffer Nyholm e Kristian Petri.

## Edizioni
- (SV) Leif G. W. Persson, Mellan sommarens längtan och vinterns köld, Stoccolma, Piratförlaget, 2002, ISBN 91-642-0056-6.

- Leif G. W. Persson, Tra la nostalgia dell'estate e il gelo dell'inverno, traduzione di Giorgio Puleo, Venezia, Marsilio Editori, 2004, ISBN 88-317-8185-5.